# Synthymia fixa
Synthymia fixa là một loài bướm đêm trong họ Noctuidae.